# Матюха Валерія Валеріївна
Валерія Валеріївна Матюха;
Народилась 14 травня 1981 (м. Донецьк).
Освіта: Донецький юридичний інститут МВС України (2004), юрист.
Національна державна академія управління при Президентові України (2015), магістр державного управління.
Вересень 2007 — кандидат в народні депутати України від Партії регіонів, № 196 в списку. На час виборів: народний депутат України, безпартійний.
Народний депутат України 5-го скликання з квітня 2006 до листопада 2007 від Партії регіонів, № 177 в списку. На час виборів: юрист ТОВ "Юридичне агентство «Лібера» (м. Донецьк), безпартійна. Член фракції Партії регіонів (з травня 2006). Член Комітету з питань правової політики (липень — грудень 2006), член Комітету з питань правосуддя (з грудня 2006), голова підкомітету з питань розгляду звернень фізичних та юридичних осіб.
- 2002–2003 — менеджер ТОВ «Партнер».
- Квітень — грудень 2004 — юрисконсульт КП «Донецькі міські ресурси».
- Червень 2005 — травень 2006 — юрист ТОВ "Юридичне агентство «Лібера».
- 2008–2009 — директор Державного земельного кадастру Київської області.
- 2010–2011 — радник Генерального директора ДП «Укрспецекспорт», заступник директора СЗТФ Прогрес.
- 2012–2013 — начальник КРУ, ТВО заступника генерального директора фонда соціального страхування з тимчасової втрати працездатності.
- 2016–2017 — керівник Фармація північ.